# Arquitetura da Escócia na Revolução Industrial

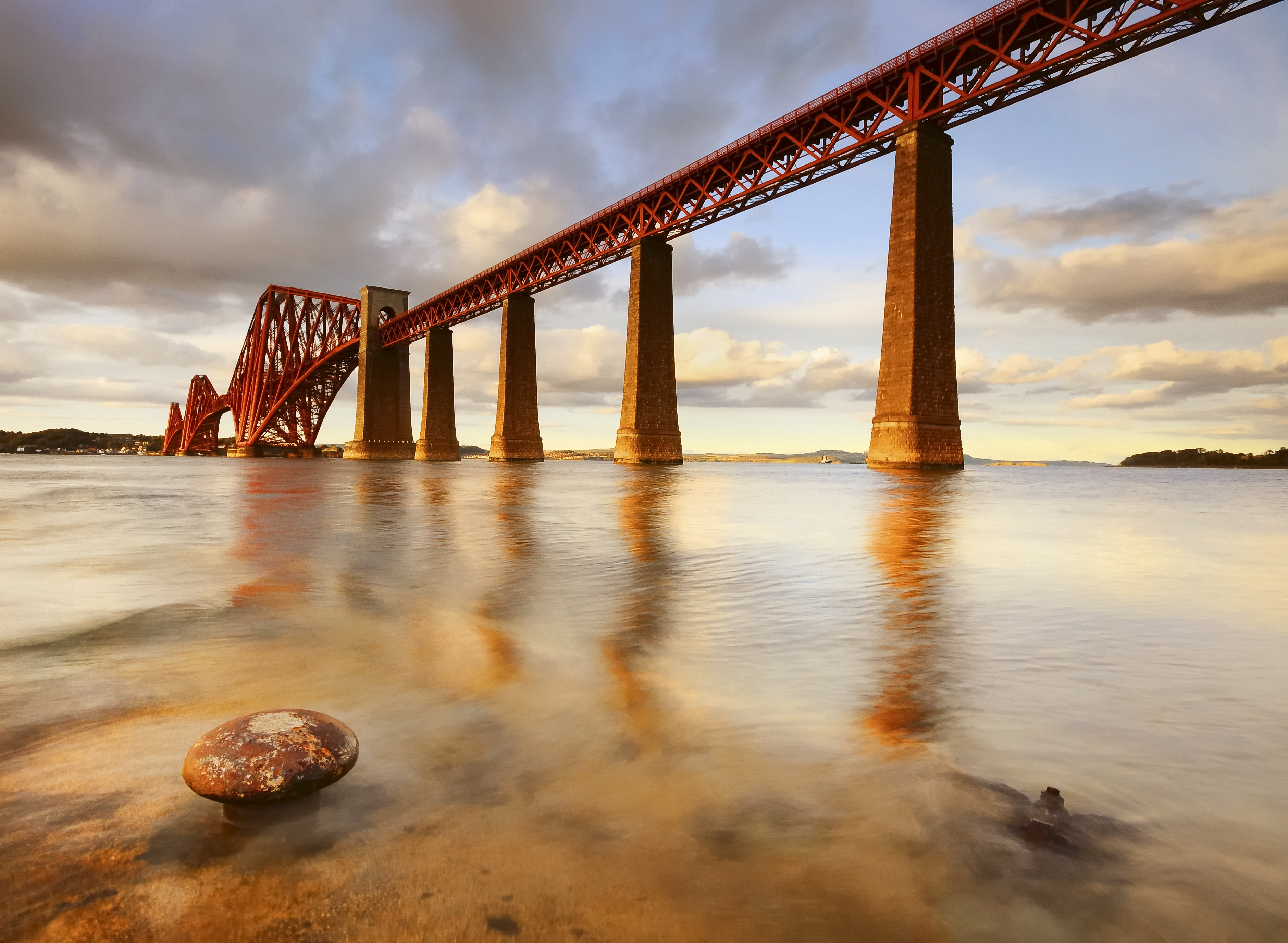
A icônica Forth Bridge, a primeira grande estrutura da Grã-Bretanha construída em aço

A arquitetura da Escócia na Revolução Industrial inclui todas as construções na Escócia entre metade do século XVIII e o fim do século XIX.

## Fim do século XVIII

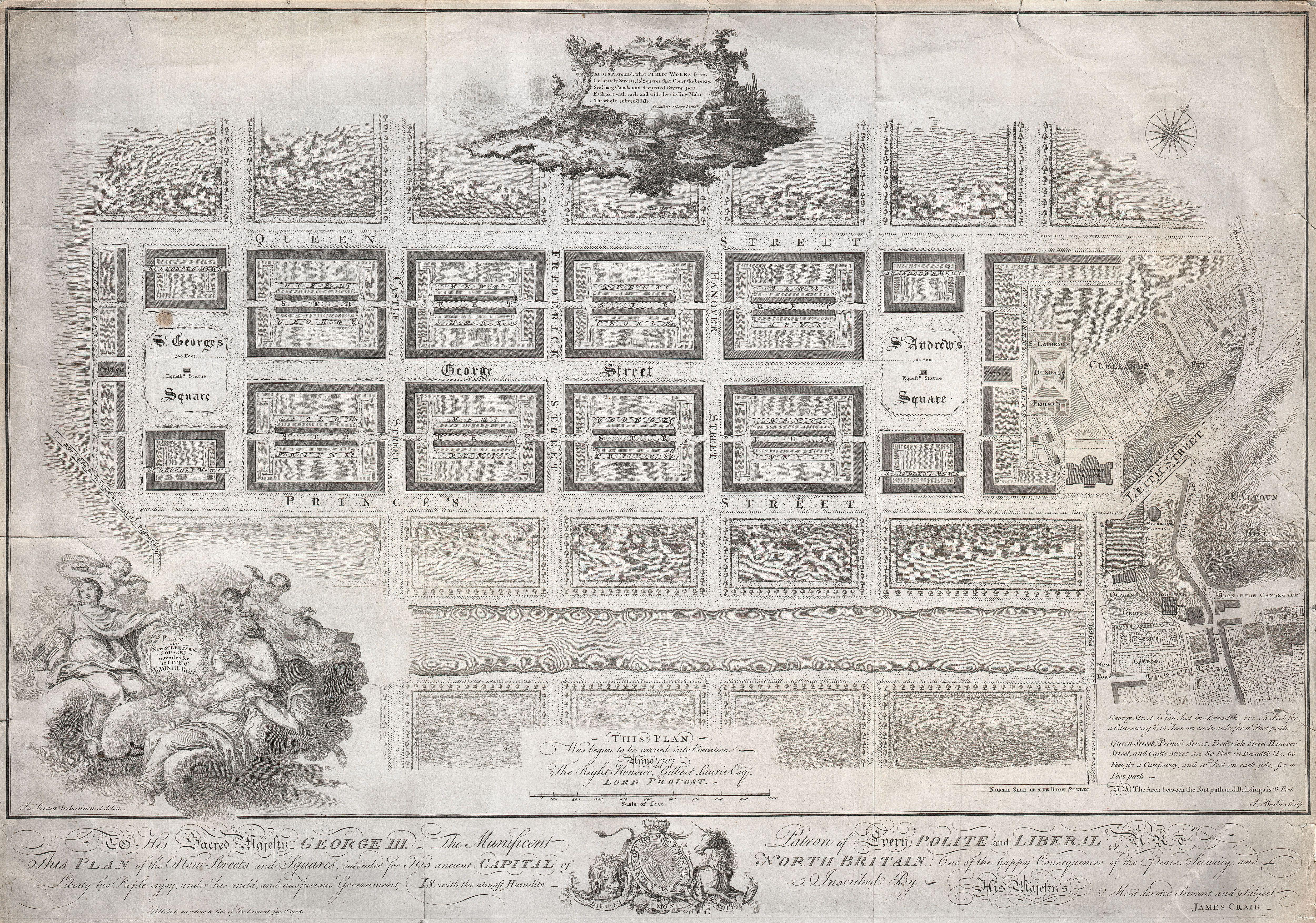
Plano para a Cidade Nova, Edimburgo de James Craig (1768)

Na Revolução Industrial, a Escócia se tornou um dos centros comerciais e industriais do Império Britânico. Na segunda metade do século XVIII, Edimburgo foi o foco de um boom de construção inspirado no clássico que refletia a crescente riqueza e confiança da capital. A habitação muitas vezes tomou a forma de cortiços horizontalmente divididos. Foi disposto de acordo com um plano de blocos retangulares com quadrados abertos, desenhado por James Craig (1739-1795) e construído em arenito Craigleith forte que poderia ser cortado com precisão por pedreiros. A maioria das residências foram construídas como cortiços, divididos horizontalmente, com diferentes ocupantes compartilhando uma escada comum, em contraste com as casas usadas na construção contemporânea na Inglaterra. O menor pode ter apenas um cômodo; o maior, vários quartos e salas. As características comuns da construção neoclássica incluem colunas, fachadas de templos, arcos arredondados, alas laterais e cúpulas. Este classicismo, juntamente com sua reputação como um grande centro do Iluminismo, resultou na cidade sendo apelidada de "A Atenas do Norte". O plano quadriculado, as formas de construção e os detalhes arquitetônicos seriam copiados por muitas cidades menores, embora renderizados em materiais extraídos localmente.

## Início do século XIX

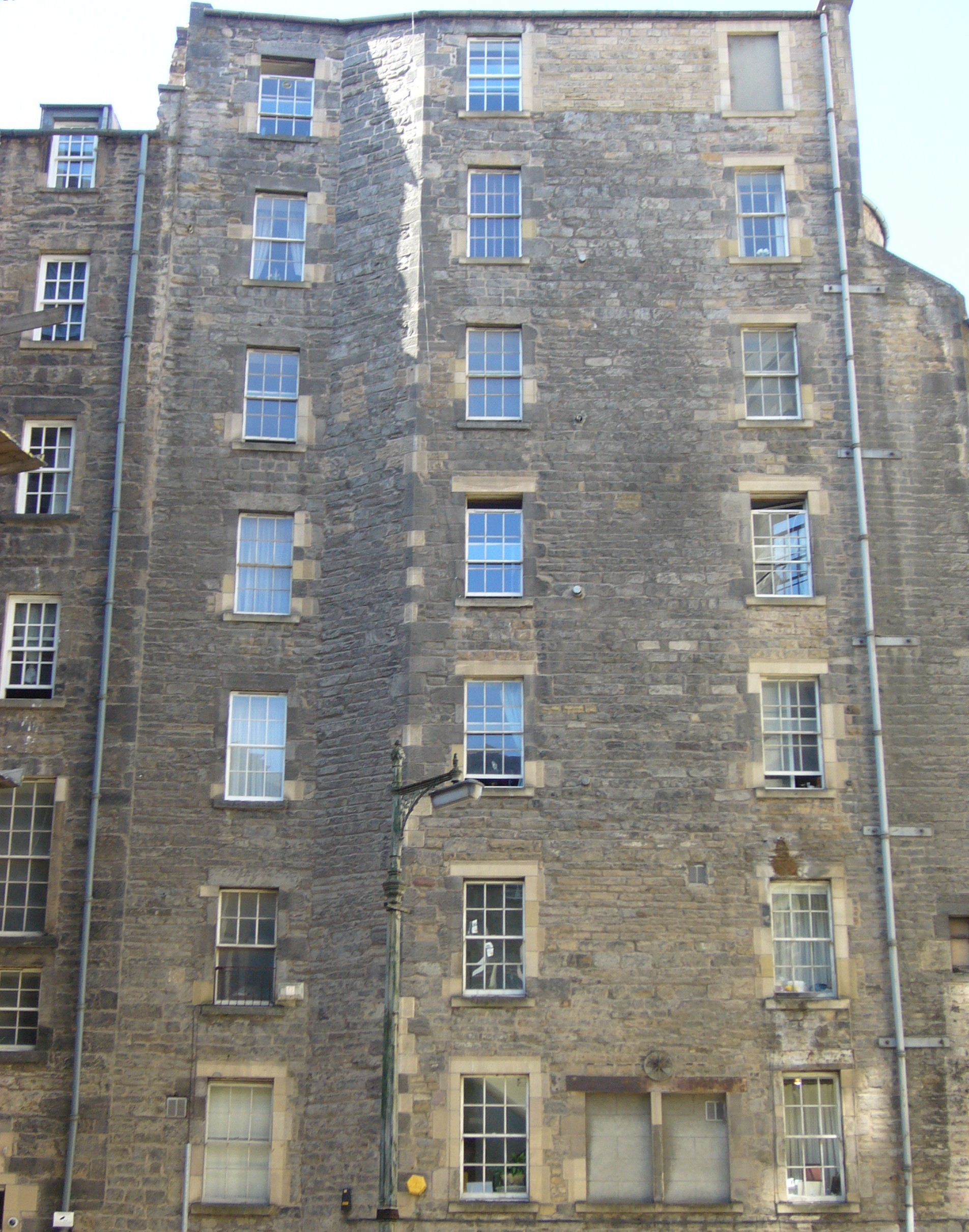
Parte traseira de um cortiço de Edimburgo do século XIX

A arquitetura vernácula desse período continuou a depender de materiais e estilos locais. Muitas vezes construídas por grupos de amigos e familiares, as casas dos pobres rurais eram geralmente de construção muito simples. Os contemporâneos observaram que os chalés nas Terras Altas e nas Ilhas tendiam a ser mais toscos, com quartos individuais, janelas com fendas e piso de terra, muitas vezes compartilhados por uma grande família. Em contraste, muitos chalés das Terras Baixas tinham quartos e câmaras distintos, eram revestidos de gesso ou tinta e até tinham janelas de vidro. No começo dos anos 1800, os ambientes urbanos também incluíam casas tradicionais com telhado de palha, além das casas maiores com telhados de pedra e ardósia de comerciantes e nobres urbanos.

### Novas cidades
O conceito às vezes utópico da nova cidade, que visa melhorar a sociedade por meio da fundação de comunidades projetadas arquitetonicamente, foi uma parte importante do pensamento escocês de metade do século XVIII ao século XX. Além da Cidade Nova de Edimburgo, eles incluíram a reconstrução completa de Inverary para John Campbell, 5º Duque de Argyll por John Adam (1721-92) e Robert Mylne (1733-1811), entre 1772 e 1800. Helensburgh, perto de Glasgow, foi construída em 1776 em uma planta de grade de ferro. Pequenas novas cidades em um plano de grade no período entre 1770 e 1830 incluíam Cuminestown, New Pitsligo, Tomintoul e Aberchirder. No Fochabers, desde 1776 John Baxter redesenhou a aldeia em um plano de grade, com uma praça central focada em Bellie Igreja (1795-1797), ainda seguindo a tradição de Gibbs, com um tetrastyle pórtico e torre. A partir de 1800, o New Lanark de Robert Owen, projetado como uma comunidade independente, combinando a indústria com condições de vida ordenadas e aprimoradas, foi um marco importante no desenvolvimento histórico do planejamento urbano. A habitação foi combinada com generosos espaços comuns e habitacionais, uma escola infantil e um centro de educação comunitário. Também introduziu uma loja de aldeia que fornecia produtos a preços mais baixos e se tornou o modelo para o movimento cooperativo.